# 남산 SK 리더스 뷰
남산 SK 리더스 뷰(영어: Namsan SK Leaders View)는 대한민국 서울특별시 중구 회현동1가에 위치한 초고층 아파트 단지이다.

## 같이 보기
- SK뷰
- 서울 중구의 마천루 목록